# Ронен Харазі
Ронен Харазі (івр. רונן חרזי, нар. 30 березня 1970) — ізраїльський футболіст, що грав на позиції нападника, зокрема за «Бейтар» (Єрусалим) та національну збірну Ізраїлю.
Футболіст 1993 року в Ізраїлі.

## Клубна кар'єра
У дорослому футболі дебютував 1986 року виступами за команду «Хапоель» (Рамат-Ган), в якій провів шість сезонів, взявши участь у 139 матчах чемпіонату.  Більшість часу, проведеного у складі раматганського «Хапоеля», був основним гравцем атакувальної ланки команди.
1992 року перейшов до єрусалимського «Бейтара». Провів у цій команді п'ять сезонів, двічі, у 1993 і 1997 роках, вигравав чемпіонат Ізраїлю.
Влітку 1997 року перейшов до «Саламанки», проте в Іспанії не зумів заграти і на початку 1998 року повернувся на батьківщину, де півроку відіграв за «Хапоель» (Хайфа). Протягом другої половини 1998 року грав у Туреччині за «Бурсаспор», після чого виступав за іншу хайфійську команду, «Маккабі».
Завершув ігрову кар'єру в «Хапоелі» (Тель-Авів) протягом сезону 1999-2000 років, в якому тельавівська команда зробила «золотий дубль», вигравши чемпіонат і Кубок Ізраїлю.

## Виступи за збірну
1992 року дебютував в офіційних матчах у складі національної збірної Ізраїлю.
Загалом протягом кар'єри в національній команді, яка тривала 8 років, провів у її формі 53 матчі, забивши 23 голи.

## Титули і досягнення

### Командні
- Чемпіон Ізраїлю (3):

«Бейтар» (Єрусалим): 1992-1993, 1996-1997
«Хапоель» (Тель-Авів): 1999-2000
- Володар Кубка Ізраїлю (1):

«Хапоель» (Тель-Авів): 1999-2000

### Особисті
- Футболіст року в Ізраїлі (1): 1993